# ラッセル郡 (ケンタッキー州)

ケンタッキー州内の位置

ラッセル郡（Russell County）は、アメリカ合衆国ケンタッキー州内に位置する郡である。人口は16,315人（2000年）。郡庁所在地はジェムズタウンである。この郡はWilliam Russellの名を取って命名された。

## 地理
アメリカ合衆国統計局によると、この郡は総面積732 km2 (283 mi2) である。このうち657 km2 (254 mi2) が陸地で76 km2 (29 mi2) が水地域である。総面積の10.36%が水地域となっている。

### 隣接する郡
- ケーシー郡  (北)
- プラスキ郡  (北東)
- ウェイン郡  (南東)
- クリントン郡  (南)
- カンバーランド郡  (南西)
- アデア郡  (西)

## 人口動勢
2000年国勢調査で、この郡は人口16,315人、6,941世帯、及び4,796家族が暮らしている。人口密度は25/km2 (64/mi2) である。14/km2 (36/mi2) の平均的な密度に9,064軒の住宅が建っている。この都市の人種的な構成は白人98.34%、アフリカン・アメリカン0.58%、先住民0.12%、アジア0.14%、太平洋諸島系0.02%、その他の人種0.21%、及び混血0.59%である。ここの人口の0.86%はヒスパニックまたはラテン系である。
この郡内の住民は22.50%が18歳未満の未成年、18歳以上24歳以下が7.50%、25歳以上44歳以下が27.50%、45歳以上64歳以下が25.90%、及び65歳以上が16.50%にわたっている。中央値年齢は40歳である。女性100人ごとに対して男性は93.90人である。18歳以上の女性100人ごとに対して男性は91.00人である。
この郡内の世帯ごとの平均的な収入は22,042米ドルであり、家族ごとの平均的な収入は27,803米ドルである。男性は24,193米ドルに対して女性は18,289米ドルの平均的な収入がある。この郡の一人当たりの収入 (per capita income) は13,183米ドルである。人口の24.30%及び家族の20.40%は貧困線以下である。全人口のうち18歳未満の30.80%及び65歳以上の27.30%は貧困線以下の生活を送っている。

## 都市及び町
- ジェムズタウン
- ラッセルスプリングス
- Creelsboro